# The Good Die Young
The Good Die Young е концептуална песен отнасяща се за войната в Близкия Изток на германската рок група „Скорпиънс“, издадена през 2010 г. като втори сингъл от албума Sting in the Tail. Текстът е написан от Клаус Майне, а музиката е композирана от Рудолф Шенкер и диригента Кристиян Колоновиц, който през 2000 г. си сътрудничи с групата при издаването на симфоничния албум Moment of Glory.
За записите на песента е поканена бившата вокалистка на „Найтуиш“ Таря Турунен, която изпълнява задните вокали в оригиналната версия. По-късно, групата заедно с Таря Турунен записва нова версия, в която тя изпълнява и част от някои стихове. Тази версия е включена в премиум изданието на албума Sting in the Tail, което от своя страна съдържа и DVD.
| „             | The Good Die Young е песен, която говори за войната на Изток. Смятаме, че би било хубаво да имаме женски глас, защото говорим за момчета, които отиват на война. Таря е като пример за майка, за тази, която иска да върне децата си. Когато чуете гласа ѝ, тя създава невероятна атмосфера, пасва идеално. | “ |
| Рудолф Шенкер | |   |

В началото на 2010 г. и в рамките на световното концертно турне на „Скорпиънс“ Get Your Sting and Blackout World Tour (2010 – 2014), в Европа е записано изпълнение на The Good Die Young, използвано като музикален видеоклип, режисиран от Николай Георгиев и издаден на 7 април 2010 г. В допълнение към видеото, са използвани задкулисни изображения на подготовката на групата, включително китарата Шенкер Брадърс V в ограничено издание.

## Списък с песните
1. The Good Die Young (Радио версия) (Рудолф Шенкер, Кристиан Колоновитс, Клаус Майне) – 3:52
2. The Good Die Young (Версия от албума) – 5:14

## Музиканти
- Клаус Майне – вокали
- Рудолф Шенкер – китари
- Матиас Ябс – китари
- Джеймс Котак – барабани
- Павел Мончивода – бас

### Гост музиканти
- Таря Турунен – вокали